# Pierre Bellon
Pierre Bellon (n. 24 ianuarie 1930, Marsilia, Franța – d. 31 ianuarie 2022, Paris, Franța) a fost un om de afaceri miliardar francez, fondator al Sodexo, o companie multinațională de management de facilități și servicii alimentare.

## Carieră
Bellon sa alăturat Société d'exploitations hôtelières, aériennes, maritimes et terrestres în 1958. A început ca asistent administrativ și a ajuns să devină CEO al companiei.
În 1966 a fondat Sodexho SA (redenumită Sodexo în 2008). Sodexo furnizează o varietate de servicii auxiliare pentru mii de instituții, inclusiv școli, spitale, centre de pensionare, birouri corporative și guvernamentale, facilități militare, de agrement și instituții de corecție. Sodexo este o companie cotată la bursele din New York și Paris. Bellon a demisionat din funcția de director executiv al grupului Sodexo în 2005, dar a continuat ca președinte al companiei până în ianuarie 2016, când fiica sa Sophie Bellon i-a succedat ca președinte.
Autobiografia sa se intitulează Je me suis bien amusé. Sodexho poveste....
Pierre Bellon a obținut un titlu de la HEC Paris.